# Bình Hàng Trung
Bình Hàng Trung là một xã thuộc tỉnh Đồng Tháp, Việt Nam.

## Địa lý
Xã Bình Hàng Trung có vị trí địa lý:
- Phía đông giáp xã Thanh Mỹ
- Phía tây giáp phường Cao Lãnh và Mỹ Trà.
- Phía nam giáp phường Sa Đéc và xã Tân Khánh Trung, ranh giới là sông Tiền.
- Phía bắc giáp xã Mỹ Quí.

Xã có diện tích 78,22 km², dân số năm 2025 là 39.533 người, mật độ dân số đạt 505 người/km².

## Hành chính
Xã được chia thành 4 ấp.

## Lịch sử
Sau năm 1975, Bình Hàng Trung là một xã thuộc huyện Cao Lãnh.
Ngày 5 tháng 1 năm 1981, Hội đồng Chính phủ ban hành Quyết định 4-CP về việc chia huyện Cao Lãnh thành hai huyện lấy tên là huyện Cao Lãnh và huyện Tháp Mười. Xã Bình Hàng Trung thuộc huyện Cao Lãnh.
Ngày 23 tháng 2 năm 1983, Hội đồng Bộ trưởng ban hành Quyết định 13-HĐBT về việc thành lập thị xã Cao Lãnh trên cơ sở điều chỉnh một phần diện tích và dân số của huyện Cao Lãnh. Xã Bình Hàng Trung thuộc huyện Cao Lãnh.
Ngày 27 tháng 6 năm 1989, Hội đồng Bộ trưởng ban hành Quyết định 77-HĐBT về việc thành lập xã Tân Hội Trung trên cơ sở tách 1.876,95 hécta diện tích tự nhiên với 2. 512 nhân khẩu của xã Bình Hàng Trung.
Sau khi điều chỉnh địa giới hành chính, xã Bình Hàng Trung có 3.749,01 hécta diện tích tự nhiên và 8.767 nhân khẩu.
Ngày 16 tháng 6 năm 2025, Ủy ban Thường vụ Quốc hội ban hành Nghị quyết số 1663/NQ-UBTVQH15 về việc sắp xếp các đơn vị hành chính cấp xã của tỉnh Đồng Tháp năm 2025. Theo đó, sắp xếp toàn bộ diện tích tự nhiên, quy mô dân số của các xã Tân Hội Trung, Bình Hàng Tây và Bình Hàng Trung thành xã mới có tên gọi là xã Bình Hàng Trung.
Sau khi sáp nhập, xã Bình Hàng Trung có 78,22 km² diện tích tự nhiên và dân số 39.533 người.

## Kinh tế - xã hội
Diện tích xã Bình Hàng Trung trải dài dọc theo bờ sông Cái Bèo. Ấp có diện tích lớn nhất là ấp 3.
Xã có một vài địa danh nhỏ như: Chợ Cũ, Bốn Miệng, Kiến Văn,...

### Dân số
Khoảng 6.000 người (2020).

### Giáo dục - y tế
- Trạm Y Tế Xã Bình Hàng Trung tại ấp 4
- Trường Tiểu học Bình Hàng Trung 1 ở ấp 4
- Trường THCS-THPT Nguyễn Văn Khải ở ấp 1
- Trường Tiểu học Bình Hàng Trung 2 (Điểm Chính) ở ấp 2
- Trường Tiểu học Bình Hàng Trung 2 (Điểm Đình) ở ấp 3.

## Văn hóa

### Di tích lịch sử
Xã có một di tích lịch sử lâu đời là chùa Bảo Lâm toạ lạc tại ấp 3.

## Giao thông
Có quốc lộ 30 đi qua ấp 1 và ấp 4 ở phía nam.